# استعمار البرازيل
يشمل تاريخ استعمار البرازيل الحقبة التي بدأت منذ عام 1500، وقت مجيء البرتغاليين، وحتى عام 1815، عندما تحولت البرازيل من مستعمرة إلى مملكة متحدة مع البرتغال كجزء من المملكة المتحدة لبرتغال والبرازيل والغرب. تمثل الاستغلال الاقتصادي للأرض المُستعمرة في استخراج أخشاب أشجار «باو برازيل» في القرن السادس عشر (ومن هنا جاءت تسمية البرازيل)، وتصنيع السكر (بداية من القرن السادس عشر وحتى الثامن عشر)، وتعدين الذهب والألماس (في القرن الثامن عشر). تألفت معظم القوة العاملة في اقتصاد البرازيل من العبيد، وخصوصا القادمين من أفريقيا بعد فترة من استعباد السكان الأصليين بشكل مؤقت لقطع أشجار البرازيل.
على خلاف المستعمرات الأسبانية المجاورة التي كان يحكمها نواب الملك، التي شملت مملكتي إسبانيا الجديدة (المكسيك حاليًا) وبيرو في بادئ الأمر، ثم امتدت سيطرة نواب الملك في القرن الثامن عشر لتشمل مملكتي ريو دي بلاتا وجرانادا الجديدة؛ تمركز مستوطنو البرازيل بصفة رئيسية في المناطق السواحلية، وتألف هؤلاء المستوطنون من مجموعة من البرتغاليين وعدد كبير من العبيد السود للعمل في حقول قصب السكر والمناجم. يُعزى الازدهار الاقتصادي في البرازيل إلى تصدير المنتجات البرازيلية القيمة. أدى نمو صناعة السكر في منطقة الكاريبي في الجزر التي استولت عليها القوى الأوروبية من إسبانيا إلى نسف صناعة السكر في البرازيل الذي كان يعتمد على تشغيل العبيد في مزارع القصب، ونقل السكر من أماكن التصنيع إلى الموانئ البرازيلية والأوروبية بواسطة التجار. اُكتشف الذهب والألماس في جنوب البرازيل وبدأت عملية التنقيب عنهما إزاء نهاية عصر الاستعمار. معظم المدن البرازيلية كانت تأوي مواني تجارية، ولذلك انتقلت العاصمة الإدارية الاستعمارية من مكان إلى آخر أكثر من مرة بناءً على ارتفاع قيمة المنتجات المُصدرة أو نقصانها.
ظلت البرازيل وحدة إدارية مُتحدة تحت الحكم الملكي مما أفضى إلى نشوء أكبر دولة في أمريكا اللاتينية، وذلك على خلاف أمريكا الأسبانية التي تفرقت إلى جمهوريات متعددة عقب استقلالها. كانت الكاثوليكية الرومانية والكاثوليكية الأسبانية مصدرًا رئيسيًا لتماسك الأراضي الأسبانية الواسعة متعددة الأعراق، وبالمثل تماسك المجتمع البرازيلي بفعل اللغة البرتغالية المشتركة والعقيدة الكاثوليكية الرومانية. تُعد اللغة البرتغالية ذات أهمية خاصة للهوية البرازيلية نظرًا إلى أن البرازيل كانت الولاية الوحيدة الناطقة بالبرتغالية في نصف الكرة الغربي.

## أول اتصال أوروبي بالبرازيل وبدايات التاريخ الاستعماري (1494–1530)
سبقت البرتغال جميع الدول الأوروبية في رسم خرائط الممرات البحرية التي كانت تمثل قنوات التواصل الأولى والوحيدة بين جميع قارات العالم، مما آذن ببداية عملية العولمة. فجانب اكتشاف أراضي جديدة بعيدة عن أوروبا واستعمارها، حفلت تلك الحقبة من التاريخ بتقدمات ملحوظة في علم رسم الخرائط، وبناء السفن، وأدوات الملاحة التي انتفع منها المستكشفون البرتغاليون.
في عام 1494، وافقت مملكتي شبه الجزيرة الإيبيرية (أي أسبانيا والبرتغال) بتقسيم أراضي العالم الجديد فيما بينهما (بموجب معاهدة توردسيلاس)، وفي عام 1500 أبحر الملاح بيدرو ألفاريز كابرال إلى ما يُعرف حاليًا بالبرازيل، وادعى امتلاكه تلك الأراضي باسم ملك البرتغال مانويل الأول. وبعدها عثر البرتغاليون على أخشاب البرازيل التي تحتوي على صبغة حمراء قيمة إلى جانب عدة منافع أخرى، وحاولوا إجبار السكان الأصليين على قطع تلك الأشجار.

### عصر الكشوف
شرع البحارون البرتغاليون في توسعة أراضيهم في مطلع القرن الخامس عشر، بدءًا من شبه الجزيرة الإيبيرية الصغيرة وانتهاءً بالاستيلاء على حصن سبتة في شمال أفريقيا الذي كان تحت سيطرة المسلمين. وبعدها استؤنفت استكشافاتهم البحرية جنوبًا على طول ساحل أفريقيا الغربي وعبر المحيط الهندي وصولًا إلى شبه القارة الهندية، إلى جانب استكشاف جزر المحيط الأطلسي بالقرب من السواحل الأفريقية في طريقهم إلى الهند. سعى المستكشفون وراء منابع الذهب والعاج والعبيد الأفارقة والبضائع ذات القيمة العالية. أنشأ البرتغاليون في تلك الأراضي «مصانع» تجارة مُحصنة تسمح بإقامة المستوطنات التجارية الدائمة في المنطقة وتوطيد التجارة بها. تكبد الأفراد المستثمرين التكاليف الأولية لإنشاء تلك المراكز التجارية، وفي المقابل حصلوا على ألقاب متوارثة وامتيازات تجارية. ومن وجهة نظر التاج البرتغالي، فقد توسعت مملكته بتكاليف بسيطة نسبيًا من جانبه. شرع البرتغاليون في إقامة مزارع قصب السكر في جزر الأزور وماديرا وساو تومي الأطلسية بواسطة العمالة القسرية، وذلك قبل بداية إنتاج السكر في البرازيل في القرن السادس عشر والسابع عشر.
سبق «اكتشاف» البرتغال للبرازيل سلسلة من المعاهدات بين ملك البرتغال وملك قشتالة (أسبانيا)، وذلك عقب إبحار البرتغاليين جنوبًا على طول ساحل أفريقيا وصولًا إلى الهند، واكتشاف جزر الكاريبي من قبل البحار الإيطالي، كريستوفر كولومبوس، الذي كان يعمل لصالح ملك قشتالة. أهم معاهدة من بين تلك المعاهدات هي معاهدة توردسيلاس التي أُبرمت عام 1494، والتي قسمت العالم الجديد بين المملكتين وفقًا لخط طول توردسيلاس. طبقًا لتلك المعاهدة، جميع الأراضي المُستكشفة شرق هذا خط تابعة للبرتغال، وجميع الأراضي غرب هذا الخط تابعة لأسبانيا.
قسّم خط توردسيلاس أمريكا الجنوبية إلى جزئين، مما ترك مساحة شاسعة من الأراضي لأسبانيا حتى تستكشفها. تُعد معاهدة توردسيلاس أشد الأحداث حسمًا في تاريخ البرازيل بأكمله، إذ أنها حسمت تبعية جزء من أمريكا الجنوبية إلى البرتغال عوضًا عن أسبانيا. وما يزال امتداد ساحل البرازيل الآن كما هو منذ إبرام معاهدة مدريد في عام 1750.

### الوصول إلى البرازيل ومرحلة الاستعمار المبكرة
في 22 أبريل 1500، في عهد الملك مانويل الأول، أبحر أسطول بقيادة الملاح بيدرو أفاريز كابرال إلى البرازيل واستحوذ على الأرض باسم الملك. على الرغم من الجدال القائم بشأن من هو أول مستكشف للبرازيل، فإن التاريخ السابق مُسلّم به على نطاق واسع بصفته تاريخ اكتشاف البرازيل من قبل الأوروبيين. قاد ألفاريز كابرال أسطولًا كبيرًا يتكون من 13 سفينة وما يزيد عن 1000 رجل عبر طريق فاسكو دا غاما الذي يطوف حول أفريقيا وصولًا إلى الهند. يُعرف المكان الذي وصل إليه ألفاريز حاليًا ببورتو سيجورو («المرفأ الآمن») في شمال شرق البرازيل.
بعد انتهاء رحلة ألفاريز وجه البرتغاليون جهودهم نحو ممتلكاتهم المربحة في أفريقيا وآسيا، ولم يكترثوا كثيرًا بالبرازيل. وفي الفترة 1500-1530 غادرت حملات قليلة نسبيًا إلى البرازيل لرسم خرائط السواحل واستخراج أخشاب البرازيل. اُستخدم هذا الخشب في أوروبا في صناعة صبغة حمراء قيمة تُستخدم بدورها في صباغة الأقمشة الفاخرة. اعتمد الأوروبيون في بادئ الأمر على السكان الأصليين لاستخراج أخشاب البرازيل من الغابات الاستوائية المطيرة، وذلك في مقابل البضائع الأوروبية مثل المرايا، والمقصات، والسكاكين، والفئوس.
اعتمد البرتغاليون في مرحلة الاستعمار المبكر للبرازيل، وفي مراحل تالية كذلك، على مساعدة الأوروبيين المقيمين بجوار السكان الأصليين والذين كانوا يتحدثون بلغتهم ويفهمون ثقافتهم. ومن أشهر هؤلاء الناس: البرتغالي جواو راماليو الذي عاش مع قبيلة الجواياناز بالقرب من ساو باولو؛ وديوجو ألفاريز كوريا، المدعو كارامورو، الذي عاش مع شعب توبينامبا بالقرب من سالفادور، باهيا.
بمرور الوقت أدرك البرتغاليون أن بعض الدول الأوروبية الأخرى، وبالأخص فرنسا، ترسل بدورها حملات استكشافية إلى البرازيل لاستخراج خشب البرازيل. ولذلك أرسل التاج البرتغالي بعثات كبيرة للاستحواذ على الأرض والتصدي لفرنسا، وذلك خشيةً من الغزوات الأجنبية وأملًا في العثور على المعادن النفيسة. وفي عام 1530 وصلت بعثة بقيادة مارتيم ألفونسو دي سوسا إلى البرازيل لحراسة الساحل البرازيلي، ومنع الفرنسيين من الدخول، وإنشاء أول قرى استعمارية على الساحل مثل ساو فيسنتي.